# IV (album Godsmacka)
IV – czwarty album studyjny amerykańskiego zespołu Godsmack wydany 25 kwietnia 2006 roku nakładem Universal Records i Republic Records. Był promowany przez trzy single: „Speak”, wydany 14 lutego 2006 roku, oraz opublikowane w tym samym roku „Shine Down” i „The Enemy”. Oprócz tego promocji albumu służyła trasa koncertowa The IV tour, trwająca do sierpnia 2007 roku.
IV sprzedał się w liczbie 211 000 egzemplarzy w Stanach Zjednoczonych w pierwszym tygodniu od premiery, dzięki czemu zadebiutował na 1. miejscu na amerykańskiej liście przebojów Billboard 200. Oprócz tego zadebiutował także na 1. miejscu na liście Top Internet Albums i na 4. miejscu na kanadyjskiej liście Top Canadian Albums. W USA 26 czerwca 2006 roku uzyskał status złotej płyty.

## Nagrywanie i charakterystyka utworów
Album IV został nagrany w studiu Spiral Recording Studio w Hollywood w Los Angeles. Jest pierwszym albumem Godsmacka wyprodukowanym całkowicie przez Sully’ego Ernę, wokalistę i lidera grupy. Oprócz tego podczas tworzenia wydawnictwa za inżynierię, miksowanie i dodatkową produkcję muzyczną odpowiedzialny był Andy Johns, znany z pracy w roli inżyniera dla zespołu Led Zeppelin, m.in. przy jego czwartym albumie studyjnym.
IV jest pierwszym albumem zespołu, podczas tworzenia którego zespół nie odbywał trasy koncertowej, ani też nie musiał działać w warunkach pośpiechu, żeby dotrzymać jakiegoś terminu. Z tego względu jego członkowie napisali aż 35 utworów, z których nagrali 17, a następnie wybrali, ich zdaniem, najlepsze 11 z nich do umieszczenia na płycie. Jak wspominał sam Erna: 

Na tej płycie wydarzyło się wiele rzeczy, które różniły się od sposobu, w jaki pracowaliśmy w przeszłości. Jedną z nich było to, że trochę odpuściłem koło sterowe, pozwalając zespołowi kontrolować pisanie, i odszedłem w stronę zewnętrznego punktu widzenia, a następnie wymyśliłem teksty dla tego, co postrzegałem jako całkowicie inną grupę.

{{Cytat}} Nieprawidłowe/puste pola: "styl".
Pochodzące z albumu takie utwory, jak „Speak”, do którego muzykę napisał Tony Rombola, gitarzysta Godsmacka, podczas jam session z pozostałymi muzykami zespołu na trasie koncertowej z Metallicą, a także „Livin’ in Sin”, „The Enemy”, „Shine Down” i „One Rainy Day” opowiadają o duchowej podróży, w którą zabierają słuchaczy muzycy zespołu. Tematy liryczne, dotyczące mówienia prawdy i przyznawania się do winy, znajdują odzwierciedlenie w „Livin’ in Sin” i „The Enemy”. Utwór „Hollow” cechuje się muzyką opartą na brzmieniach gitar akustycznych, mandoliny, skrzypiec oraz wiolonczeli i dobrze pokazuje nowy kierunek zespołu. Zgodnie ze słowami Erny, „to kawałek, który był niezbędny, aby płyta wydawała się być spójną całością, aby dać jej obie strony yin i yang Godsmacka.”. „Shine Down” natomiast, według lidera zespołu, „jest nie tylko piosenką o nadziei, ale o realistycznych oczekiwaniach. Opowiada o byciu człowiekiem i o problemach. O tym, że nie możemy podnieść głowy z poduszki, ale wiemy, że gdzieś tam jest ktoś, kto nad nami czuwa, i wszechświat, który nas chroni.”.

## Tytuł i okładka
Tytuł albumu, IV, odnosi się nie tylko do faktu, że jest on czwartym albumem studyjnym w dyskografii zespołu, ale wiąże się z nim też dodatkowa historia. Jak w wywiadzie z maja 2006 roku powiedział Shannon Larkin, perkusista Godsmacka: 

Mamy takiego ochroniarza, wielkiego, twardego faceta o imieniu J.C.. To kolejny facet z Bostonu. A w Bostonie jest fou. Oni tak naprawdę nie mają litery „R”. Nie ma four (w tłum. z ang. na pol. „cztery”), tylko fou. Kręcił się za kulisami i przechodzące obok dziewczyny oceniał według skali od jednego do dziesięciu. Ale jeśli nie było dziesiątki, nie było też jedynki, dwójki, trójki, piątki, szóstki. Zawsze było dziesięć albo fou. Po prostu wyciągał najzabawniejsze rzeczy. Czasami po prostu podnosił cztery palce i nie musiał już tego mówić, a my wszyscy wybuchaliśmy śmiechem. A potem najzabawniejsza scena, ten facet przechodził z dziewczyną na każdym ramieniu i powiedział: „Hej, koleś, dwa fous nie dają ośmiu!”. Więc kiedy się okazało, że to nasz czwarty długogrający album, wszyscy powiedzieliśmy: „Fou!”. I pomyśleliśmy: „To wszystko, stary”. Nie próbujemy tu bić żadnych rekordów oryginalności. Wiem, że jest Led Zeppelin IV, Foreigner IV, miliony czwórek. Po prostu uznaliśmy, że to pasuje.

{{Cytat}} Nieprawidłowe/puste pola: "styl".

W tym samym wywiadzie Larkin odniósł się też do okładki wydawnictwa: 

Należy skupić się na muzyce. Staraliśmy się nadać naszemu albumowi bardzo prostą okładkę. To tylko znak plemienny z tytułem albumu.

{{Cytat}} Nieprawidłowe/puste pola: "styl".

## Odbiór krytyczny
James Christopher Monger z serwisu AllMusic przyznał albumowi 3 gwiazdki na 5 możliwych, stwierdzając, że „album nie odchodzi zbytnio od formuły, opierając się na dużych, średniotempowych, ponurych utworach i ciężkich riffach Drop-D, aby znaleźć przestrzeń na typowe tematy samotności, zdrady i nadużywania słowa „krwawienie”.”. Evan Serpick i Christian Hoard z magazynu Rolling Stone ocenili album na 2 gwiazdki na 5 i oznajmili, że „na jego szóstym albumie brzmienie zespołu z Bostonu wciąż pogrążone jest w nowometalowym mroku, podtrzymując zaparciowe wycie Sully’ego Erny stylizowanym gitarowym sludge’em.”. Mitch Michaels z serwisu 411mania dał wydawnictwu ocenę 8.0/10 podkreślając, że „IV jest normalnym albumem Godsmacka, ale pokazuje też kilka świetnych oznak zespołu, który nieśmiało próbuje się rozwijać.”. Dodał też, że „gdy zagłębisz się trochę bardziej w IV, znajdziesz kilka świetnych ukrytych klejnotów, które zapewnią ponowne przesłuchanie.”.

## Lista utworów
Opracowano na podstawie materiału źródłowego.
| Nr  | Tytuł utworu             | Autorzy                                                  | Długość |
| --- | ------------------------ | -------------------------------------------------------- | ------- |
| 1.  | „Livin’ in Sin”          | Sully Erna, Tony Rombola, Robbie Merrill, Shannon Larkin | 4:39    |
| 2.  | „Speak”                  | Sully Erna, Tony Rombola, Robbie Merrill, Shannon Larkin | 3:57    |
| 3.  | „The Enemy”              | Sully Erna                                               | 4:07    |
| 4.  | „Shine Down”             | Sully Erna                                               | 5:01    |
| 5.  | „Hollow”                 | Sully Erna, Tony Rombola                                 | 4:32    |
| 6.  | „No Rest for the Wicked” | Sully Erna                                               | 4:37    |
| 7.  | „Bleeding Me”            | Sully Erna                                               | 3:37    |
| 8.  | „Voodoo Too”             | Sully Erna, Tony Rombola, Robbie Merrill, Shannon Larkin | 5:26    |
| 9.  | „Temptation”             | Sully Erna                                               | 4:06    |
| 10. | „Mama”                   | Sully Erna                                               | 5:14    |
| 11. | „One Rainy Day”          | Sully Erna, Tony Rombola, Robbie Merrill, Shannon Larkin | 7:21    |
|     |                          |                                                          | 52:37   |

| Dodatkowy ukryty utwór na ścieżce „One Rainy Day” – wydanie amerykańskie B0006601-02 | Dodatkowy ukryty utwór na ścieżce „One Rainy Day” – wydanie amerykańskie B0006601-02 | Dodatkowy ukryty utwór na ścieżce „One Rainy Day” – wydanie amerykańskie B0006601-02 |
| Nr                                                                                   | Tytuł utworu                                                                         | Długość                                                                              |
| ------------------------------------------------------------------------------------ | ------------------------------------------------------------------------------------ | ------------------------------------------------------------------------------------ |
| 1.                                                                                   | „I Thought”                                                                          | 4:13                                                                                 |

| Dodatkowy ukryty utwór na ścieżce „One Rainy Day” – wydanie amerykańskie B0006602-02 | Dodatkowy ukryty utwór na ścieżce „One Rainy Day” – wydanie amerykańskie B0006602-02 | Dodatkowy ukryty utwór na ścieżce „One Rainy Day” – wydanie amerykańskie B0006602-02 |
| Nr                                                                                   | Tytuł utworu                                                                         | Długość                                                                              |
| ------------------------------------------------------------------------------------ | ------------------------------------------------------------------------------------ | ------------------------------------------------------------------------------------ |
| 1.                                                                                   | „Safe and Sound”                                                                     | 4:19                                                                                 |

## Twórcy
Opracowano na podstawie materiału źródłowego.
Zespół Godsmack w składzie
- Sully Erna – wokale
- Tony Rombola – gitara, wokale
- Robbie Merrill – gitara basowa, wokale
- Shannon Larkin – perkusja, instrumenty perkusyjne

Produkcja
- Sully Erna – produkcja muzyczna, miksowanie, inne (stuff)
- Andy Johns(inne języki) – miksowanie, inżynieria, dodatkowa produkcja muzyczna
- Kent Hertz – inżynieria, Pro Tools
- Doug Strub – inżynieria (drugi inżynier)
- Dave Schultz – mastering
- David Klotz – programowanie(inne języki)
- P.R. Brown(inne języki) – projekt graficzny
- Clay Patrick McBride – fotografie
- Irving Azoff – management
- Paul Geary – management

## Notowania na listach przebojów
| Lista (2006)                                          | Pozycja |
| ----------------------------------------------------- | ------- |
| Austria (Ö3 Austria Top 40)                           | 65      |
| Kanada (Billboard Canadian Albums (Billboard))        | 4       |
| Niemcy (Offizielle Top 100)                           | 56      |
| Stany Zjednoczone (Billboard 200 (Billboard))         | 1       |
| Stany Zjednoczone (Top Rock Albums (Billboard))       | 1       |
| Stany Zjednoczone (Top Tastemaker Albums (Billboard)) | 2       |
| Stany Zjednoczone (Top Internet Albums)               | 1       |
| Szwajcaria (Alben Top 100)                            | 100     |

| Lista (2006)                                    | Pozycja |
| ----------------------------------------------- | ------- |
| Stany Zjednoczone (Billboard 200 (Billboard))   | 88      |
| Stany Zjednoczone (Top Rock Albums (Billboard)) | 19      |

## Certyfikaty
| Region                   | Certyfikat |
| ------------------------ | ---------- |
| Stany Zjednoczone (RIAA) | złoto      |